# Họ Trai ngọc
Họ Trai ngọc, tên khoa học Pteriidae, là một họ trai nước mặn có kích thước từ trung bình đến lớn.
Một số loài trong họ này có ý nghĩa kinh tế quan trọng như là nguồn cung cấp ngọc trai nước mặn .

## Các chi
- Crenatula Lamarck, 1803
- Electroma Stoliczka, 1871
- Pinctada Roding, 1798
- Pteria Scopoli, 1777
- Vulsella Röding, 1798